# Organisation démocratique nationale Argoba
L'Organisation démocratique nationale Argoba (Amharique : የአርጎባ ሕዝቦች ዴሞክራሲዊ ንቅናቄ) est un ancien parti politique éthiopien.
Lors des élections législatives du 15 mai 2005, le parti est parvenu à faire élire un député, Amine Endiris Ebrahim, pour représenter la zone administrative Semien Shewa dans la région Amhara.
Il aurait été dissous vers 2010.